# Identità di Legendre-de Polignac
In teoria dei numeri, l'identità di Legendre-de Polignac (o anche solo identità di Legendre), da Adrien-Marie Legendre e Alphonse de Polignac, fornisce l'esponente della maggiore potenza di un numero primo {\displaystyle p} che divide il fattoriale {\displaystyle n!,} dove {\displaystyle n\geq 1} è un intero.

## L'identità
Per ogni {\displaystyle p} numero primo e ogni {\displaystyle n} intero positivo, con {\displaystyle v_{p}(n)} indica l'esponente della maggiore potenza di un numero primo {\displaystyle p} che divide {\displaystyle n} (la valutazione p-adica di {\displaystyle n}). Allora
{\displaystyle \upsilon _{p}(n!)=\sum _{j=1}^{\infty }\left\lfloor {\frac {n}{p^{j}}}\right\rfloor ,}
dove {\displaystyle \left\lfloor x\right\rfloor } rappresenta la parte intera di {\displaystyle x.} Per ogni {\displaystyle j} tale che {\displaystyle p^{j}>n}, si ha {\displaystyle \left\lfloor {\frac {n}{p^{j}}}\right\rfloor =0.}
A ciò segue la disuguaglianza
{\displaystyle {\displaystyle \upsilon _{p}(n!)\leq {\frac {n}{p-1}}}.}

### Esempio
Per {\displaystyle n=6,} si ha {\displaystyle {\displaystyle 6!=720=2^{4}\cdot 3^{2}\cdot 5^{1}}}. Gli esponenti {\displaystyle {\displaystyle \nu _{2}(6!)=4,\nu _{3}(6!)=2}} e {\displaystyle {\displaystyle \nu _{5}(6!)=1}} possono essere ottenuti dalla identità di Legendre in questo modo:
{\displaystyle {\displaystyle {\begin{aligned}\nu _{2}(6!)&=\sum _{j=1}^{\infty }\left\lfloor {\frac {6}{2^{j}}}\right\rfloor =\left\lfloor {\frac {6}{2}}\right\rfloor +\left\lfloor {\frac {6}{4}}\right\rfloor =3+1,\\[3pt]\nu _{3}(6!)&=\sum _{j=1}^{\infty }\left\lfloor {\frac {6}{3^{j}}}\right\rfloor =\left\lfloor {\frac {6}{3}}\right\rfloor =2,\\[3pt]\nu _{5}(6!)&=\sum _{j=1}^{\infty }\left\lfloor {\frac {6}{5^{j}}}\right\rfloor =\left\lfloor {\frac {6}{5}}\right\rfloor =1.\end{aligned}}}}

### Dimostrazione
Essendo {\displaystyle n!} il prodotto degli interi da {\displaystyle 1} a {\displaystyle n,} otteniamo almeno un fattore di {\displaystyle p} in {\displaystyle n!} per ogni multiplo di {\displaystyle p} in {\displaystyle {\displaystyle \{1,2,\ldots ,n\}},} che sono in numero pari a {\textstyle \left\lfloor {\frac {n}{p}}\right\rfloor }. Ogni multiplo di {\displaystyle p^{2}}apporta un ulteriore fattore di {\displaystyle p,} ogni multiplo di {\displaystyle p^{3}} apporta ancora un altro fattore di {\displaystyle p,} ecc. La somma del numero di questi fattori produce la somma infinita per {\displaystyle v_{p}(n!)}.

## Forma alternativa
Si può riformulare l'identità di Legendre-de Polignac in termini dell'espansione in base {\displaystyle p} di {\displaystyle n.} Con {\displaystyle {\displaystyle s_{p}(n)}} si denota la somma delle cifre dell'espansione in base {\displaystyle p} di {\displaystyle n.} Allora
{\displaystyle {\displaystyle \nu _{p}(n!)={\frac {n-s_{p}(n)}{p-1}}}.}

### Esempio
Scrivendo {\displaystyle n=6} in binario come {\displaystyle 6_{10}=110_{2},} abbiamo che {\displaystyle {\displaystyle s_{2}(6)=1+1+0=2}} e quindi
{\displaystyle {\displaystyle \nu _{2}(6!)={\frac {6-2}{2-1}}=4.}}
Similmente, scrivendo {\displaystyle n=6} in ternario come {\displaystyle 6_{10}=20_{3},} abbiamo che {\displaystyle {\displaystyle s_{3}(6)=2+0=2}} e quindi
{\displaystyle {\displaystyle \nu _{3}(6!)={\frac {6-2}{3-1}}=2.}}

### Dimostrazione
Scrivendo {\displaystyle n=n_{\ell }p^{\ell }+\cdots +n_{1}p+n_{0}} in base {\displaystyle p} si ottiene che {\displaystyle \textstyle \left\lfloor {\frac {n}{p^{j}}}\right\rfloor =n_{\ell }p^{\ell -j}+\cdots +n_{j+1}p+n_{j}.} Allora
{\displaystyle {\begin{aligned}\nu _{p}(n!)&=\sum _{j=1}^{\ell }\left\lfloor {\frac {n}{p^{j}}}\right\rfloor \\&=\sum _{j=1}^{\ell }\left(n_{\ell }p^{\ell -j}+\cdots +n_{j+1}p+n_{j}\right)\\&=\sum _{j=1}^{\ell }\sum _{i=j}^{\ell }n_{i}p^{i-j}\\&=\sum _{i=1}^{\ell }\sum _{j=1}^{i}n_{i}p^{i-j}\\&=\sum _{i=1}^{\ell }n_{i}\cdot {\frac {p^{i}-1}{p-1}}\\&=\sum _{i=0}^{\ell }n_{i}\cdot {\frac {p^{i}-1}{p-1}}\\&={\frac {1}{p-1}}\sum _{i=0}^{\ell }\left(n_{i}p^{i}-n_{i}\right)\\&={\frac {1}{p-1}}\left(n-s_{p}(n)\right).\end{aligned}}}

## Applicazioni
L'identità di Legendre-de Polignac è utilizzata per dimostrare il teorema di Kummer. Può anche essere utilizzata per dimostrare che se {\displaystyle n} è un intero positivo, allora {\displaystyle 4} divide {\displaystyle {\binom {2n}{n}}} se e solo se {\displaystyle n} non è una potenza di {\displaystyle 2.}
Segue all'identità di Legendre-de Polignac che la funzione esponenziale p-adica ha raggio di convergenza {\displaystyle p^{-1/(p-1)}}.